# Csévharaszt, Pesta
Csévharaszt  este un sat în districtul Monor, județul Pesta, Ungaria, având o populație de 1.905 locuitori (2011). 

## Demografie
Componența etnică a satului Csévharaszt
     Maghiari (97,87%)
     Români (1,07%)
     Necunoscut (0,56%)
     Germani (0,51%)
     Alții (0,56%)
Componența confesională a satului Csévharaszt
     Romano-catolici (26,82%)
     Reformați (21,99%)
     Fără religie (21,52%)
     Luterani (1,78%)
     Necunoscută (26,51%)
     Alte religii (4,99%)
Conform recensământului din 2011, satul Csévharaszt avea 1.905 locuitori. Din punct de vedere etnic, majoritatea locuitorilor (97,87%) erau maghiari, cu o minoritate de români (1,07%). Apartenența etnică nu este cunoscută în cazul a 0,56% din locuitori. Nu există o religie majoritară, locuitorii fiind romano-catolici (26,82%), reformați (21,99%), persoane fără religie (21,52%) și luterani (1,78%). Pentru 26,51% din locuitori nu este cunoscută apartenența confesională.